# 关西大学短期大学部
关西大学短期大学部（日语：／ kansai daigaku Tanki Daigakubu *）是过去一所位于日本大阪府大阪市大淀区的私立短期大学。

## 概要

### 简介
- 关西大学成立于1949年、短期大学为于1950年开办、由学校法人关西大学经营。短期大学招生到于1955年、停办于1958年[1]、为男女同校从1950年开办。

### 历史
- 1950年 关西大学短期大学部成立并同时设置一个学科即商工经营科、但分离为两个专攻、以下列挙。
  - 第一部
  - 第二部
- 1955年 最后一年招生、次年停止招生（正式停办于1958年3月31日[1]）

## 学校环境
- 校区：在了大阪府大阪市大淀区[注 1]

## 组织

### 学科
- 商工经营科
  - 第一部
  - 第二部

### 专科
| - 没有 |

### 业余课程
| - 没有 |

## 相关链接
- 日本短期大学列表